# Estancia de Igartua
Estancia de Igartua es una localidad del estado mexicano de Michoacán. Es parte del municipio de Jacona.

## Toponimia
El nombre «Igartua» proviene del idioma vasco y refiere a la población de Igartua, provincia de Vizcaya, España.

## Demografía
| Gráfica de evolución demográfica |
|                                  |

| Censo | Población |
| ----- | --------- |
| 1900  | 261       |
| 1910  | 268       |
| 1921  | 127       |
| 1930  | 99        |
| 1940  | 80        |
| 1950  | 143       |
| 1960  | 273       |
| 1970  | 323       |
| 1980  | 588       |
| 1990  | 642       |
| 2000  | 686       |
| 2010  | 929       |
| 2020  | 1092      |